# ژانین رنو
ژانین رنو (فرانسوی: Janine Reynaud‎؛ ‏ ۱۳ اوت ۱۹۳۰ – ۱۳ مهٔ ۲۰۱۸) بازیگر اهل فرانسه بود.
از فیلم‌هایی که وی در آنها نقش داشته است می‌توان به ماجراهای دو زیبارو، طبقه هفتم، مرا ببوس هیولا، دم عقرب و سوکوبوس اشاره کرد.